# 古賀謹一郎
古賀 謹一郎（こが きんいちろう、文化13年11月11日（1816年12月29日） - 明治17年（1884年）10月31日）は、日本の江戸時代末期（幕末）から明治にかけての儒学者・官僚。本姓は劉。諱は増（まさる）。官途は筑後守。字は如川。号は謹堂、茶渓（さけい）など、また沙蟲老人とも称した。筆名：憂天生（ゆうてんせい）。

## 生涯

### 昌平黌の儒員に
文化13年（1816年）11月、江戸昌平黌官舎にて、父・儒者古賀侗庵と母・鈴木松との間に生まれ、謹一郎と名付けられる。
祖父に寛政の三博士である儒者・古賀精里を輩出した儒者の家系に生まれたことから、幼い頃から漢籍・経典に精通する。天保7年（1836年）大番役、同12年（1841年）書院番として江戸幕府に出仕し、家塾久敬舎を父より引き継ぐ。弘化3年（1846年）31歳で昌平黌（昌平坂学問所）の儒者見習となる。翌年、儒者となり15人扶持。

### 洋学指向の儒者
ところが儒学者でありながら、洋学の必要性をいち早く感じ、漢訳蘭書による独学にて、西洋の事情を習得する。この頃、米国への漂流者から欧米の事情を取材した『蕃談』を著す（書写本にて流布）。なお、この時期の昌平坂学問所の教官としての同僚に佐藤一斎、林復斎、安積艮斎らがおり、また昌平黌および家塾久敬舎で教えた儒学上の門人として阪谷朗廬、重野安繹、原伍軒（市之進）、大野右仲、秋月悌次郎、河井継之助、白洲退蔵、平田東助らがいる。
嘉永6年（1853年）、ロシアから派遣されたプチャーチン艦隊の来航に際し、応接掛となり、目付筒井政憲、川路聖謨に随行して長崎でロシア使節との交渉を行う。翌年ロシア艦再来日の際も、伊豆下田での交渉を行い、日露和親条約の締結に至った。
従前からの洋学指向に加え、ロシアとの交渉でさらに西洋事情に通じ、日本の学問状況に危機感を抱いた謹一郎は、この頃たびたび老中阿部正弘に対して建白書を提出し、洋学所設立や外国領事館設置、沿海測量許可などの開明策を求めた。これにより、阿部の目にとまることとなる。

### 蕃書調所の設立
老中の阿部も西洋の学問受容の必要性を痛感していたため、安政2年（1855年）8月30日謹一郎は阿部より直々に洋学所頭取（校長）に任命された。蘭書翻訳・教育機関の構想を練り、勝麟太郎らとともに草案を作成し、同年11月蕃書調所設立案を提出した。この提案が元となり、安政3年（1856年）12月、蕃書調所が正式に開設されることとなった。
謹一郎は日本初の洋学研究教育機関として発足した蕃書調所頭取（校長）として、国内の著名な学者を招聘する。すでに蘭学者として高名だった箕作阮甫を教授として招いたのを始め、教授見習として三田藩の川本幸民、周防出身の手塚律蔵・村田蔵六（のちの大村益次郎。当時は宇和島藩に出仕）、薩摩藩の松木弘庵（のちの寺島宗則）、西周助（のちの西周）、津田真一郎（のちの津田真道）、箕作秋坪、中村敬輔（のちの中村敬宇）、加藤弘之ら、幕臣のみならず各藩の俊才も含め幅広く採用した。
蕃書調所は当初、蘭書の翻訳を目的としたが、英語の隆盛に鑑み、英語・フランス語・ドイツ語の教授も行わせた。特に入獄中であった堀達之助の才能を惜しみ、謹一郎が便宜を図って出獄させ、日本最初の英和辞典『英和対訳袖珍辞書』を作らせている。

### 不遇の晩年
文久2年（1862年）5月、御留守居番就任に伴い、蕃書調所（この年「洋書調所」と改称し、さらに「開成所」となる）の頭取は解任された（原因は不明）。以後4年間は失職し、不遇の内に過ごす。慶応2年（1866年）製鉄所奉行並として復職。翌年には諸大夫となり、筑後守に補任される。江華島を巡るフランスと李氏朝鮮の紛争の仲介任務を託されるが、幕末の混迷により未遂に終わった。同年緒方洪庵の墓碑銘を記す。
慶応3年(1867年)10月の大政奉還の直後には、滝川具挙などと共に上京の命を受けた。
明治維新後は、新設した大学校（昌平黌、蕃書調所の後身）の教授として新政府から招聘されたが、幕臣としての節を守り、幕府を滅ぼした薩長主体の政府に仕えることを潔しとせず、徳川家の駿府転封に伴い、静岡へ移住した。このころ、中村敬宇（正直）と漢詩の応酬を行うなど親交を深め、明治初期のベストセラーとなった中村の『西国立志編』（サミュエル・スマイルズのSelf-Helpの訳書）に序文を寄せている。またこの頃リンネの植物学書などの洋書をまとめた『蕈説』（キノコに関する言説をまとめた書）などを著している。
明治6年（1873年）、東京に戻る。明治17年（1884年）8月20日、高畠五郎が暑中見舞いに訪れ、長茄子、南瓜、球形の白甜瓜などを持参。高畠は最も気の合った弟子で、二人の仲は死ぬまで親善だった。10月末、胃管狭窄により、67歳で死去。吉田賢輔は終生、謹一郎を師として家に出入りしており、枕元で最期を看取った。
昭和3年（1928年）、正五位を追贈された。